# Rex Walheim
Rex Joseph Walheim (født 10. oktober 1962) er en NASA-astronaut, og har indtil videre fløjet to rumfærgemissioner. Han er uddannet flyingeniør testpilot og instruktør i USA's luftvåben, har bachelorgrad (1980) og Mastergrad (1989) i ingeniørvidenskab. 
Rex Walheim blev udvalgt som astronaut-kandidat i 1996. Han var med på rumfærgemissionen STS-110 (2002) og udførte to rumvandringer. 
Walheim deltog i rumfærgemissionen STS-122, der bragte det europæiske Columbusmodul til Den Internationale Rumstation februar 2008. På missionen udførte Walheim tre rumvandringer og deltog på STS-135.